# Oflenda

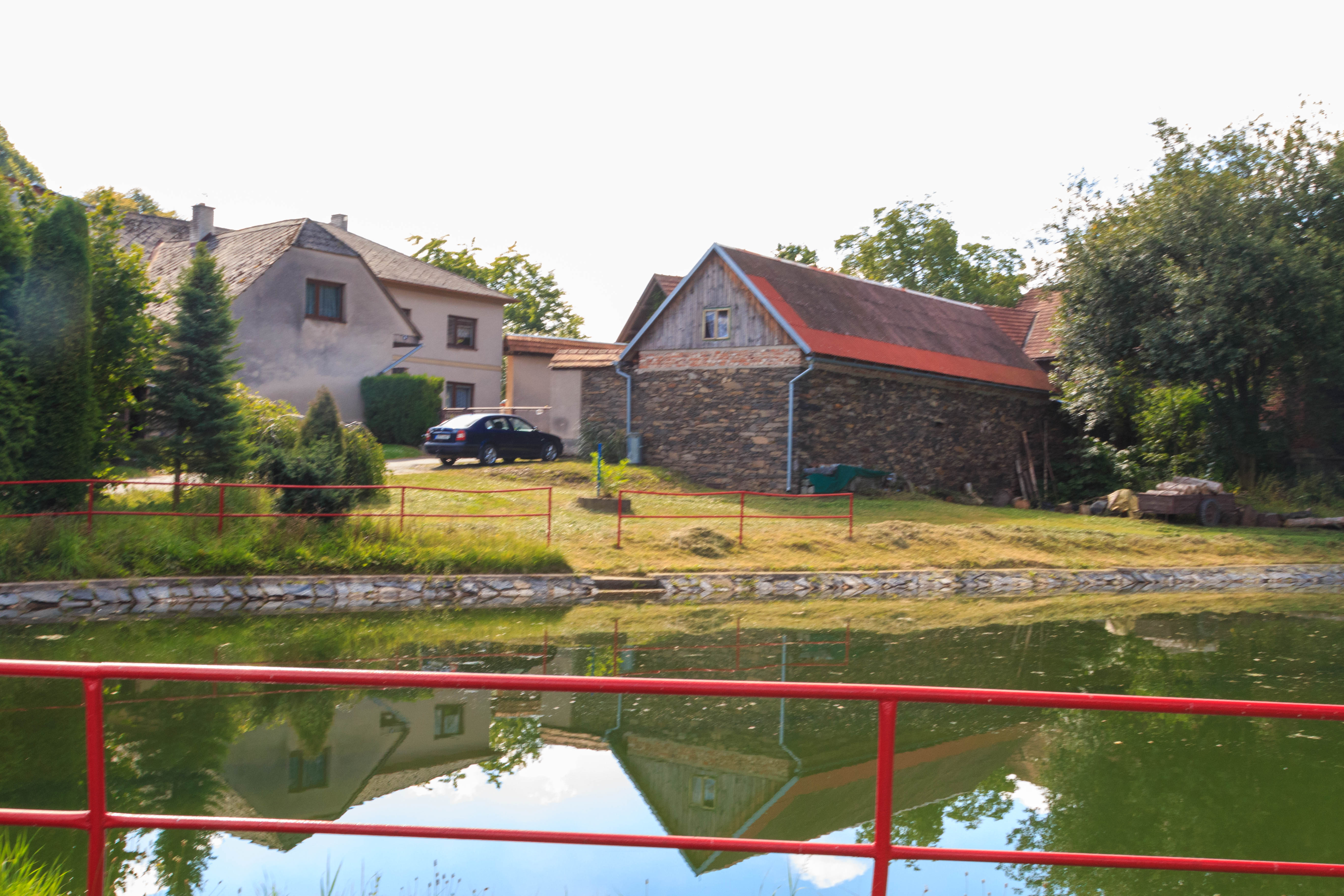
Dorfteich

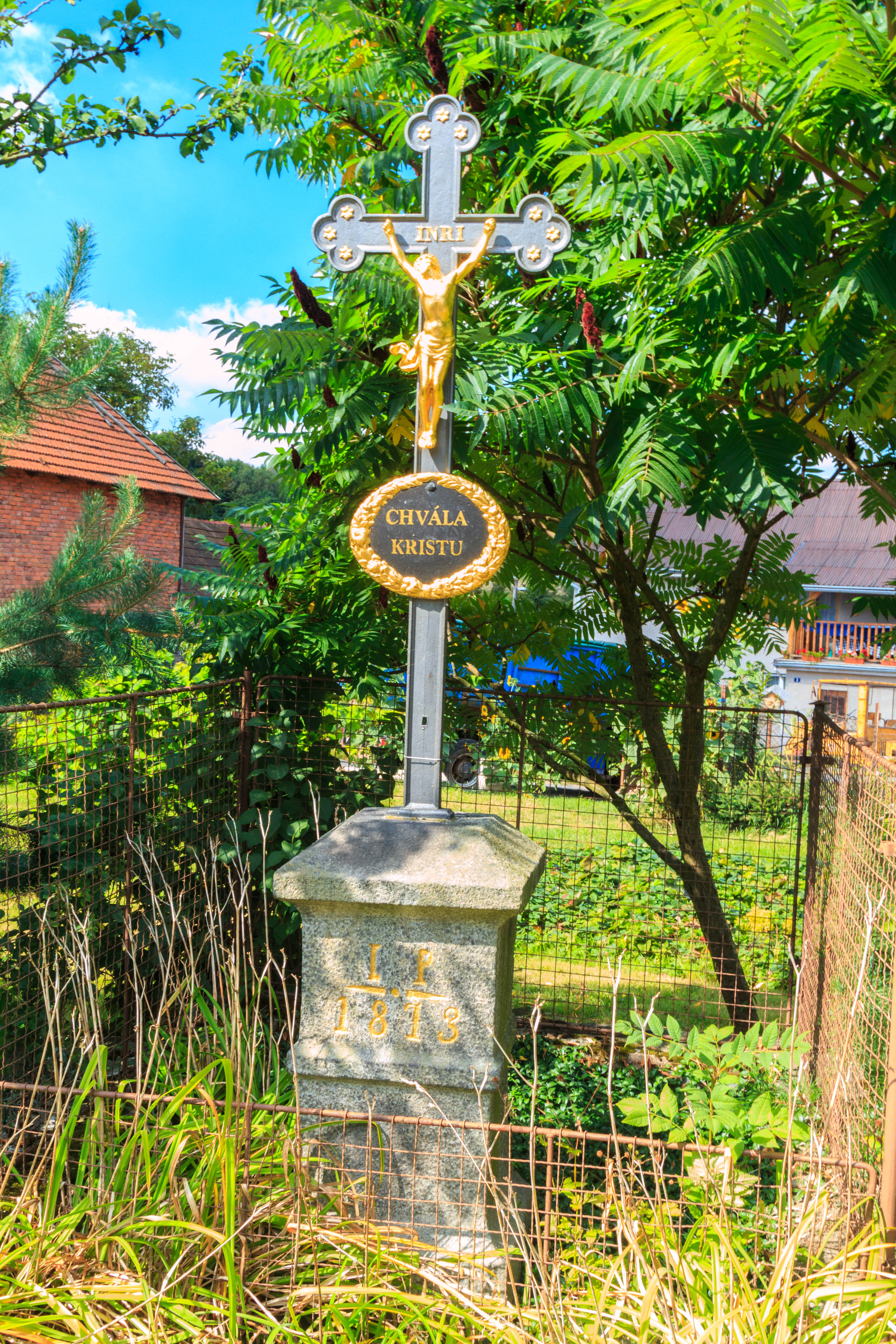
Kreuz

Oflenda ist ein Ortsteil der Gemeinde Mrákotín in Tschechien. Er liegt fünf Kilometer südwestlich von Skuteč und gehört zum Okres Chrudim.

## Geographie
Oflenda befindet sich rechtsseitig des Baches Mrákotínský potok in den nördlichen Ausläufern der Saarer Berge. Südlich erheben sich die Medkovy kopce (638 m n.m.) und die Čertovina (652 m n.m.).
Nachbarorte sind Mrákotín im Norden, Malinné, Žďárec u Skutče und Radčice im Nordosten, Oldřetice und Spálená Sázka im Osten, Pokřikov und Raná im Südosten, Medkovy Kopce im Süden, Horní Holetín im Südwesten, Dolní Holetín im Westen sowie Střítež, Hůrka, Tisovec und Dřeveš im Nordwesten.

## Geschichte
Die erste urkundliche Erwähnung des zur Richenburg gehörigen Dorfes erfolgte 1473.
Im Jahre 1835 bestand das im Chrudimer Kreis gelegene Rustikaldorf Oflenda aus 11 Häusern, in denen 57 Personen lebten. Das Dorf unterstand dem Gericht in Mrakotin. Pfarrort war Ranna. Bis zur Mitte des 19. Jahrhunderts blieb Oflenda der Herrschaft Richenburg untertänig.
Nach der Aufhebung der Patrimonialherrschaften bildete Oflenda ab 1849 einen Ortsteil der Gemeinde Mrákotín im Gerichtsbezirk Skutsch. Ab 1868 gehörte das Dorf zum politischen Bezirk Hohenmauth. 1869 hatte Oflenda 59 Einwohner. Im Jahre 1900 lebten in dem Dorf weiterhin 59 Personen, 1910 waren es 72. 1930 hatte Oflenda 60 Einwohner. 1949 wurde das Dorf  dem neu gebildeten Okres Hlinsko zugeordnet, seit 1961 gehört es zum Okres Chrudim. Am 1. Januar 1976 erfolgte die Eingemeindung nach Prosetín. Seit dem 1. Januar 1995 gehört Oflenda wieder zur Gemeinde Mrákotín. Beim Zensus von 2001 lebten in den 13 Häusern von Oflenda 40 Personen.

## Gemeindegliederung
Der Ortsteil Oflenda ist Teil des Katastralbezirks Mrákotín u Skutče.

## Sehenswürdigkeiten
- Gusseisernes Kreuz auf dem Dorfplatz, aufgestellt 1813